# Castell de Calonge de Segarra
Les ruïnes del castell de Calonge de Segarra són situades en un petit turó al peu del qual hi ha l'antiga església parroquial de Santa Fe de Calonge en una zona dominada per l'altiplà de Calaf en contacte amb el Bages.

## Història
Les primeres notícies documentals són de l'any 1010 en què el bisbe de Vic Arnulf, germà del vescomte d'Osona-Cardona hi morí a conseqüència de les ferides rebudes en l'expedició dels catalans a la Còrdova musulmana. Des d'aquest moment, el castell de Calonge de Segarra restarà sempre vinculat als vescomtes de Cardona.
L'any 1042, el bisbe Eribau d'Urgell, germà del vescomte Folc, deixa en el seu testament el castell al seu nebot Folc. La castlania era posseïda per una nissaga cognomenada de Calonge com a feudataris dels Cardona. Al segle xii, la propietat roman en poder dels Cardona. L'any 1156 n'era senyor Ramon de Cardona que en testar deixa aquesta fortalesa i la de Fals a la seva germana Dolça. A finals del segle xii restava en poder de la familia Torroja (o Tarroja) però la propietat retornarà al patrimoni dels Cardona quan Agnès, neta de Ramon de Torroja es casarà amb Ramon Folc. El 1220, Bernat de Cardona cedí a Pere Puigferner la quarta part i el delme del castell de Calonge.
La fortalesa passà a formar part del comtat de Cardona quan es creà, l'any 1375. Vers 1391 n'era castlà Ramon de Fontanet.

## Arquitectura

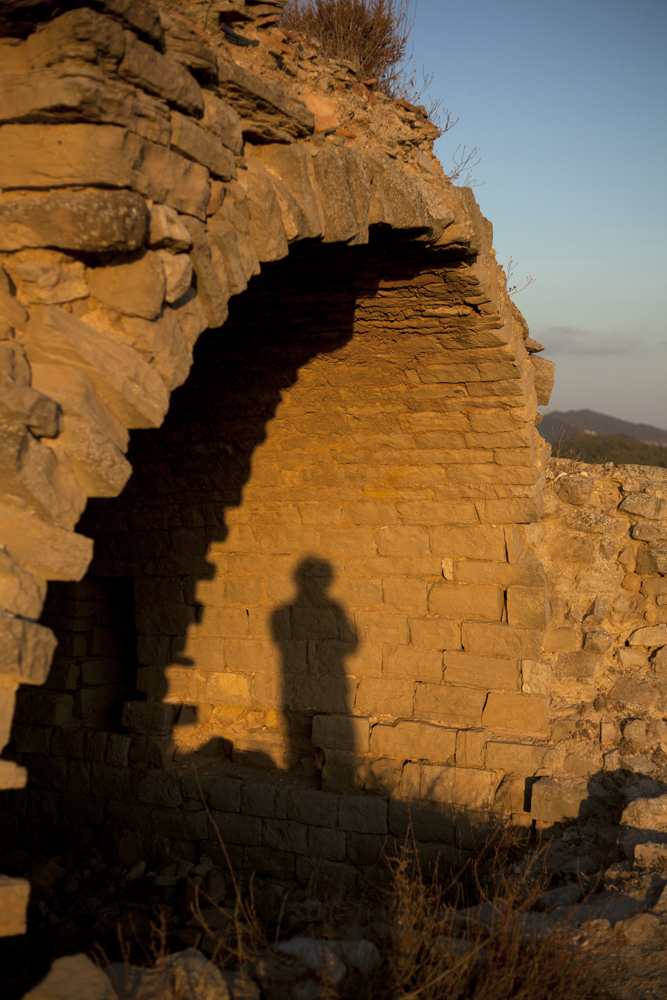
Castell de Calonge de Segarra (2011) Volta de canó

Del castell queden un seguit de construccions més o menys malmeses. Es distingeix una estança força sencera en contacte amb una cisterna o tina i les restes d'una torre circular aixecada al sector oest al voltant de la qual s'articularia el castell. L'únic element que resta dreçat és una sala de 8 x 4 m, coberta amb una perfecta volta de canó de mig punt que obre la seva gran arcada vers el costat sud-oriental i està unida a les parets laterals les quals arrenquen d'un ampit poc pronunciat.
Al mur de ponent hi ha una porta coberta a l'interior amb un arc de mig punt adovellat i a l'exterior amb una llinda horitzontal. Al cantó nord hi ha una altra porta coronada amb lloses disposades irregularment on s'inicia una graonada molt malmesa que descendeix sota terreny. En aquesta sala s'obren dues finestres espitllerades acabades a l'exterior amb una llosa disposada horitzontalment. Els paraments exteriors són en general arrebossats i a l'interior l'aparell és fet amb blocs de pedra escantonats, de mida mitjana, ben afilerats.
De la torre en resten fragments corresponents al primer nivell fins a l'arrencada del primer sostre, resolt segurament en forma de falsa cúpula. Les resten fan pensar que la torre s'adaptava a la tipologia d'altres torres castelleres. L'aparell constructiu d'aquesta construcció és format per blocs de pedra mal escantonats, de mida desigual i mal escantonats disposats, sense gaire rigor, en filades horitzontals.
La part més antiga seria la torre circular que podria correspondre a una edificació del segle xi. L'estança rectangular coberta amb volta podria haver estat bastida a final del segle xii o principis del xiii. Les parts restants s'adaptarien a remodelacions posteriors.